# 에이브러햄 심슨
에이브러햄 제이 심슨(영어: Abraham Jay Simpson) 또는 그램파 심슨(영어: Grampa Simpson, 심슨 할아버지)은 미국의 애니메이션 심슨 가족의 등장 인물이며, 호머 심슨의 아버지이자 바트, 리사, 매기의 할아버지이다. 심슨 가족의 수장이기도 하다. 댄 카스텔라네타가 그의 목소리를 전담한다. 에이브레헴 심슨의 아버지는 올렌 심슨이고 어머니는 우마 히크먼이다. 우마 히크먼은 젊은 시절 대단한 미인으로 유명했다.

## 심슨 가족에서의 역할

### 생애
대략 에이브러햄의 나이는 80세 초반에서 중반으로 알려져 있다. 비록 말도 안 되는 장황한 거짓말을 일삼아 심슨 가족에게 불신을 사고 있으나 그는 노련한 전쟁용사였다. 20살도 채 안 되었을 때, 제1차 세계 대전에 참전하였다 하나 나이상 에이브러햄은 제1차 세계 대전 중이거나 그 후인 1920년대에 태어났기 때문에 참전하지 않았다는 주장도 있으나, 심슨 가족이 옴니버스식 전개를 사용하니 만큼 설정이 달라졌을 가능성이 유력하다. 유럽에서 개선한 뒤에도, 현역으로 계속 복무하였고 이어 제2차 세계 대전에서 스프링필드 향토군인 Flying Hellfish부대로 다시 참전, 그 대장으로 노르망디 상륙작전에도 참여해 독일까지 침투하여 한 고성에서 오래된 그림들을 훔치게 된다. 후에 베를린에서 아돌프 히틀러를 저격하려 시도했으나, 빗나가고, 그 뒤 히틀러가 자살하자 미국으로 개선, 곧바로 제대하게 된다.
1950년대에는 재향군인으로 별 직업없이 살아가던 에이브러햄은 모나와 결혼하고, 1956년에 아들 호머를 얻는다. 그러나 이미 에이브러햄은 약간의 여성 편력이 있었는지 다른 두 여자들 사이에서 허버트와 에이비를 두었다. 1960년대, 사회적인 반전 운동에 힘입어, 모나는 시위를 하게 되고, 찰스 몽고메리 번즈의 생화학 실험실을 폭발시키고, 도주하나 번즈에게 눈에 띄어 결국 가정을 버리고 잠적한다. 에이브러햄은 혼자서 아들 호머를 키웠고 호머가 약간 멍청하게 보이는 이유도 아마 에이브러햄의 자식의 교육에 대한 무관심 때문일 가능성도 있다.
호머가 마지와 결혼할 때, 에이브러햄과 호머는 단칸방 아파트에서 살고 있었는데, 신혼집 마련을 위해 자신의 재산을 호머에게 주고, 같이 들어가 살게 되나 2주 만에 호머에 의해 양로원으로 쫓겨난다. 제스퍼 버들리와 양로원에서 가장 친하며 한때, 며느리 마지의 어머니, 자신의 안사돈인 재클린 부비에에게 청혼까지도 하였다. 과거 자신의 하사였던 몽고메리 번즈를 매우 싫어하나 그를 기억하지는 못한다.

### 성격
말도 안 되고 사실에 근거하지도 않는 허무맹랑한 이야기를 하며, 이야기를 한번 꺼내면 오랫동안 주제를 벗어나지 않는다. 남녀노소 누구나 할 것 없이 그의 이야기를 들으면 지루해 하거나 딴 짓을 하기도 한다. 어떨 때는 이야기를 꺼내 놓고 곧 자버리기도 한다. 대체적인 성격은 아들 호머와 비슷하나 먹는 것을 밝히지 않는 것이 다르다.

### 부정적인 과거사
심슨 가족의 등장인물 중에서 과거사가 좋지 않은 사람들 중 하나다.
동료랑 같이 높은 산을 등반했을 때는 동료를 먹으려고 했으며, 호머의 이복형인 파웰을 낳았을 때는 고아원에 버렸고, 어린 호머에게 온갖 폭언을 일삼아 호머가 자신감을 갖지 못하게 했다.
1. ↑  심슨 가족의 설정상 생존하게 될 경우 92살이 되지만 이미 1980년 향년 83세로 별세했다.
2. ↑  번즈가 당시 일병이였을때, 테니스공을 던져 에이브러햄을 방해하였다.